# Superman – Die Abenteuer von Lois & Clark
Superman – Die Abenteuer von Lois & Clark (Originaltitel Lois & Clark: The New Adventures of Superman) ist eine US-amerikanische Actionserie, die auf der Comicfigur Superman basiert. Im Gegensatz zu bisherigen Filmproduktionen steht die Beziehung der beiden Hauptfiguren Lois Lane und Clark Kent (Superman) im Mittelpunkt. Auch wurden die etablierten Figuren für die Serie teilweise neu interpretiert. Die ab dem Jahr 1993 durch den amerikanischen Sender ABC ausgestrahlte Serie wurde nach vier Staffeln und 88 Folgen eingestellt.

## Handlung

### Konzept
Clark Kent stammt vom Planeten Krypton und besitzt übermenschliche Fähigkeiten, so kann er u. a. fliegen und hat riesige Kräfte. Nach einer erfüllten Kindheit auf dem Land in Smallville zieht er als Erwachsener nach Metropolis, um dort als Reporter für den renommierten Daily Planet zu arbeiten. Dort weiß niemand etwas von seiner geheimen zweiten Identität als Superheld, die er entwickelte, um offen das Verbrechen in der Stadt und auf der ganzen Welt zu bekämpfen. Beim Planet verliebt er sich in seine Kollegin Lois Lane, der selbstbewussten Starreporterin der Zeitung, die ihm den Namen „Superman“ gibt und mit der er eng zusammenarbeitet. Die Spannungen zwischen dem Wunsch nach einer glücklichen Beziehung und der moralischen Pflicht von Superman, die Welt mit Hilfe seiner Superkräfte vor Schurken wie Lex Luthor oder dem Zeitreisenden Tempus zu beschützen, bringen Lois und Clark immer wieder in schwierige Situationen.

### Erste Staffel
Die ersten Folgen beschäftigen sich hauptsächlich mit der Entwicklung der Charaktere Lois und Clark von Konkurrenten zu guten Freunden. Zu Beginn ihrer Beziehung schwärmt Lois nur vom neu in der Stadt aufgetauchten Superman und ignoriert Clark Kent vollkommen. Auch der mächtige Milliardär Lex Luthor umwirbt Lois, die zunächst nicht an seine kriminellen Machenschaften glauben will. Clark kämpft als Superman nicht nur gegen Luthor und andere Verbrecher, sondern forscht auch nach seiner Herkunft.
Im Finale (1–22: „Die Hochzeit des Jahres“ – „House of Luthor“) weist Lois Lex am Traualtar zurück, weil sie sich ihrer Liebe zu Clark bewusst wird. Als Lex Luthor schließlich als Verbrecher enttarnt wird, springt er aus seinem Penthouse.

### Zweite Staffel
In der zweiten Staffel festigt sich die Freundschaft zwischen Lois und Clark. Nachdem Clark seinen Tod vortäuschen musste (2-07: „Comeback für Al Capone“ – „That Old Gang of Mine“), um sein geheimes Alter Ego nicht zu verraten, merken beide, dass sie mehr füreinander empfinden. Doch das ständiges Verschwinden von Clark, wenn er als Superman agiert, stellt die Liebe von Lois stets aufs Neue auf die Probe. Außerdem haben beide Personen auch noch andere Liebschaften (bei Clark durch die Staatsanwältin Mayson Drake, bei Lois durch den Agenten Dan Scardino), bis sie schließlich zueinander finden können.
Den Abschluss bildet ein Cliffhanger zur nächsten Staffel: Clark macht Lois einen Heiratsantrag (2-22: „Die Frage aller Fragen“ − „And the Answer is …“).

### Dritte Staffel
Zu Beginn der dritten Staffel geht die Annahme des Heiratsantrags durch Lois mit der Enttarnung von Clarks Identität als Superman einher. Die darauf folgenden Episoden der Serie behandeln vor allem um Probleme des Paares im Vorfeld ihrer geplanten Hochzeit. Insbesondere Clarks Dasein als Superman stellt das Paar auch weiterhin vor große Herausforderung und Probleme. Er trennt sich von ihr, um sie vor möglichen Gefahren zu beschützen, kehrt aber wieder zu Lois zurück. Den Höhepunkt dieser Staffel stellt ein Fünfteiler dar, der mit der geplanten Hochzeit von Lois und Clark beginnt (3-15: „Hochzeit mit Hindernissen“ − „I now pronounce you“). Lois erleidet jedoch im weiteren Verlauf eine Amnesie und kann sich nicht mehr an Clark erinnern. Clark schafft es, ihr zu helfen.
Erneut bildet ein offenes Ende den Abschluss der Staffel: Clark muss sich in einem Zweiteiler (3-21: „Die Kryptonier“ − „Through a glass, darkly“; 3-22: „Abschied von Superman“ − „Big girls don't fly“) zwischen der Erde und seinem Herkunftsplaneten Krypton entscheiden und folgt schließlich zwei Mitgliedern seiner Spezies zu einer kryptonischen Kolonie, in der ein Krieg droht. Lois bleibt vorerst allein auf der Erde zurück.

### Vierte Staffel

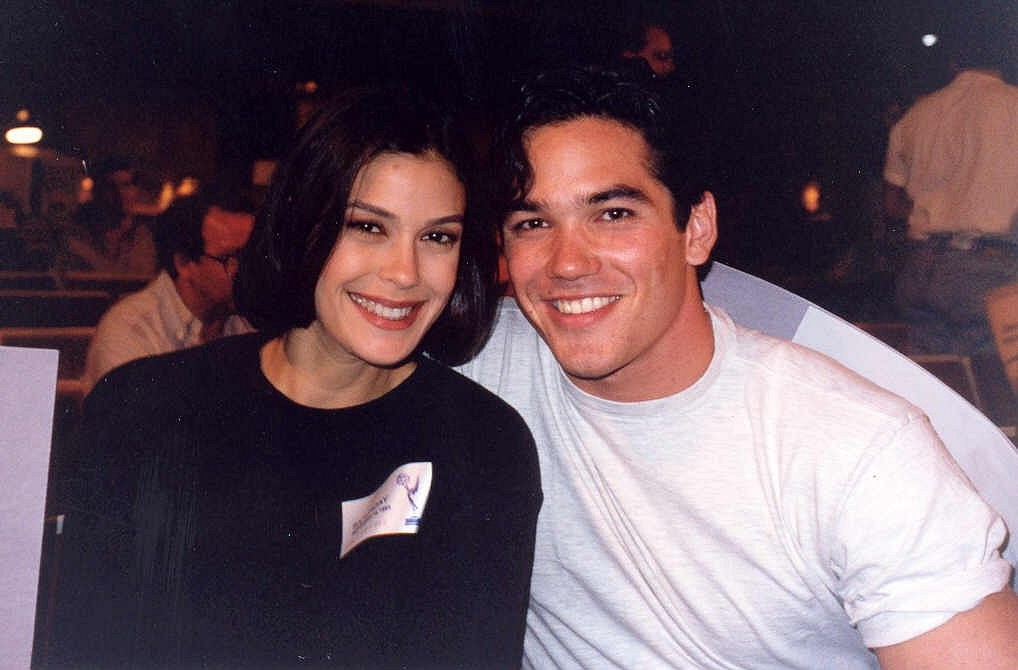
Die Hauptdarsteller Dean Cain und Teri Hatcher bei der Emmy-Verleihung 1993

Zum Auftakt der vierten Staffel kann Clark sein Volk versöhnen und einen kryptonischen Adligen besiegen, der die Erde als Sklavenkolonie unterjochen möchte. Zurück in Metropolis schafft es Clark zwar endlich, Lois zu heiraten (4-03: „Die Hochzeitsfalle“ − „Swear to God, this time we're not kidding“), unter anderem müssen sie dann jedoch einen jahrhundertealten Fluch, der auf ihrer jungen Liebe lastet, überwinden (4-04: „Der böse Fluch“ – „Soul Mates“), Lois wird des Mordes verdächtigt und zum Tode verurteilt (4-06: „Der Fall Lois Lane“ − „The people vs. Lois Lane“), und Clark wird von Zeitreisenden Tempus durch ein Zeitfenster ins sprichwörtliche Nichts gesperrt.
In der Zwischenzeit versuchen beide, mit dem Ehealltag zurechtzukommen – und machen sich auch Gedanken um Nachwuchs. Nachdem sie jedoch erfahren haben, dass ihre Gene nicht kompatibel sind, um Kinder zeugen zu können, finden sie am Ende der Staffel ein Kind in ihrem Haus. Dessen Herkunft wird in der Serie nicht mehr aufgeklärt, da diese nach dem Ende der vierten Staffel eingestellt wurde.
Die letzte Folge der vierten Staffel war eigentlich als Cliffhanger zu einer geplanten fünften Staffel konzipiert. Von Seiten der Drehbuchautoren wurde diesbezüglich mitgeteilt, dass in der folgenden Staffel bekannt werden sollte, dass dieses Kind von einem Wohltäter aus der Zukunft zu den beiden gebracht wurde und es sich dabei tatsächlich um ihren Nachwuchs handelt. Es war geplant, dass dieses Kind sich in Super-Geschwindigkeit zum Teenager entwickeln sollte. Allerdings sollten dem Nachkömmling auch Gefahren aus der Zukunft (vermutlich vom wiederkehrenden Bösewicht Tempus) drohen. Dadurch wäre Clark in seiner Doppelrolle als strahlender Held und als Vater doppelt gefordert gewesen. Eine andere von den Produzenten veröffentlichte Erklärung war, dass das Kind einer neu-kryptonischen Adelsfamilie angehörte und aus politischen Gründen zu dessen Schutz auf die Erde entsandt wurde.

## Besetzung und Synchronisation
In der folgenden Tabelle werden die Hauptdarsteller gelistet. Sie haben diese Rolle mindestens in einer der vier Staffeln inne und werden im Vorspann gezeigt und genannt:
| Figur                                  | Darsteller              | Deutscher Sprecher |
| -------------------------------------- | ----------------------- | ------------------ |
| Clark Kent/Superman                    | Dean Cain               | Sascha Draeger     |
| Lois Lane                              | Teri Hatcher            | Marion von Stengel |
| Perry White                            | Lane Smith              | Harald Pages       |
| Jonathan Kent                          | Eddie Jones             | Klaus Dittmann     |
| Martha Kent                            | K Callan                | Angelika Wockert   |
| Jimmy Olsen                            | Michael Landes (St. 1)  | Jens Wawrczeck     |
| Jimmy Olsen                            | Justin Whalin (St. 2–4) | Christian Stark    |
| Catherine „Cat“ Grant (St. 1)          | Tracy Scoggins          | Katja Brügger      |
| Lex Luthor (St. 1, 4 Episoden St. 2–4) | John Shea               | Reent Reins        |

Weitere Darsteller waren (mindestens fünf Auftritte):
- Kenneth Kimmins: Dr. Bernard Klein (15 Episoden St. 3–4)
- Tony Jay: Nigel St. John (7 Episoden St. 1–2)
- Shaun Toub: Asabi (6 Episoden St. 1, 3–4)
- Beverly Garland: Ellen Lane (6 Episoden St. 3–4)
- Sal Viscuso: Bobby Bigmouth (5 Episoden St. 2–3)
- Lane Davies: Tempus (5 Episoden St. 2–4)
- Harve Presnell: Sam Lane (5 Episoden St. 3–4)